# Management College of Southern Africa
Le Management College of Southern Africa (MANCOSA) est un établissement d'enseignement à distance situé à Durban en Afrique du Sud. Créée en 1995 en tant qu'établissement d'autonomisation post-apartheid, son but initial était de proposer des cours de gestion à des prix abordables. En 2017, l'école rejoint Honoris United Universities.

## Historique
Depuis 2002, les programmes sont enregistrés dans le National Qualifications Framework (NQF) de la South African Qualifications Authority.
En 2017, MANCOSA a rejoint Honoris United Universities aux côtés d'établissements d'enseignement en Tunisie (IMSET, ESPRIT), au Maroc (Université Mundiapolis), à Maurice (Honoris Educational Network), en Afrique du Sud (Regent Business School), au Zimbabwe et en Zambie.
MANCOSA propose des programmes d'administration des affaires, de commerce, de gestion et de leadership.

## Alumni célèbres
- Ayanda Dlodlo, ancien ministre de la Sécurité d'État sud-africain
- Gwede Mantashe, homme politique et syndicaliste sud-africain